# Java Agent Development Framework
Java Agent Development Framework (JADE) — программная среда разработки мультиагентных систем и приложений, поддерживающая FIPA-стандарты для интеллектуальных агентов.
Включает в себя:
- Среду выполнения агентов. Агенты регистрируются и работают под управлением среды;
- библиотеку классов, которые используются для разработки агентных систем;
- набор графических утилит для администрирования и наблюдения за жизнедеятельностью активных агентов.

Программная среда Jade подключается к любому проекту на языке Java.